# 1823 na ciência

## Nascimentos
| Data          | Nome                  | Profissão                           | Nacionalidade                         | Observações                    | Ref   |
| ------------- | --------------------- | ----------------------------------- | ------------------------------------- | ------------------------------ | ----- |
| 3 de setembro | Nevil Story Maskelyne | mineralogista, fotógrafo e político | Reino Unido da Grã-Bretanha e Irlanda | m. 1911 Medalha Wollaston 1893 | [ 1 ] |

## Mortes
| Data | Nome | Profissão | Nacionalidade | Observações | Ref |
| ---- | ---- | --------- | ------------- | ----------- | --- |

## Prémios
Medalha Copley
- John Pond[2]